# Takita Yuki
Yuki Takita (sinh ngày 16 tháng 5 năm 1967) là một cầu thủ bóng đá người Nhật Bản.

## Sự nghiệp câu lạc bộ
Yuki Takita đã từng chơi cho NTT Kanto và Urawa Reds.

## Thống kê câu lạc bộ

### J.League
| Đội        | Năm       | J.League | J.League | J.League Cup | J.League Cup | Tổng cộng | Tổng cộng |
| Đội        | Năm       | Trận     | Bàn      | Trận         | Bàn          | Trận      | Bàn       |
| ---------- | --------- | -------- | -------- | ------------ | ------------ | --------- | --------- |
| Urawa Reds | 1992      | -        | -        | 0            | 0            | 0         | 0         |
| Urawa Reds | 1993      | 14       | 0        | 3            | 0            | 17        | 0         |
| Urawa Reds | 1994      | 0        | 0        | 0            | 0            | 0         | 0         |
| Urawa Reds | 1995      | 5        | 0        | -            | -            | 5         | 0         |
| Urawa Reds | 1996      | 30       | 1        | 14           | 0            | 44        | 1         |
| Urawa Reds | 1997      | 18       | 0        | 6            | 0            | 24        | 0         |
| Urawa Reds | 1998      | 17       | 0        | 0            | 0            | 17        | 0         |
| Urawa Reds | 1999      | 30       | 0        | 4            | 0            | 34        | 0         |
| Urawa Reds | 2000      | 32       | 0        | 0            | 0            | 32        | 0         |
| Tổng cộng  | Tổng cộng | 146      | 1        | 27           | 0            | 173       | 1         |